# Remerschen
Remerschen (luxemburgisch Rëmerschenⓘ) ist eine Ortschaft, die Teil der Gemeinde Schengen im äußersten Südosten Luxemburgs ist. Das Winzerdorf hat etwa 750 Einwohner und liegt unmittelbar an der Grenze zum deutschen Bundesland Saarland.
Bis zum Jahr 2006 war Remerschen die namensgebende Ortschaft der damaligen Gemeinde Remerschen. Durch Gesetz vom 24. Juli 2006 wurde die Gemeinde zum 3. September 2006 jedoch in Schengen umbenannt, da die Gemeindevertreter der größeren Bekanntheit des kleinen Ortes Schengen durch das Schengener Abkommen Rechnung tragen wollten.
Die ersten Besiedlungen in Remerschen fanden bereits in der Zeit der Kelten statt. Der Name Remsere wird 893 erstmals erwähnt.
Bei Remerschen sollte das erste Kernkraftwerk (Kernkraftwerk Remerschen) Luxemburgs gebaut werden. Heute befindet sich hier das Naturschutzgebiet Haff Réimech.

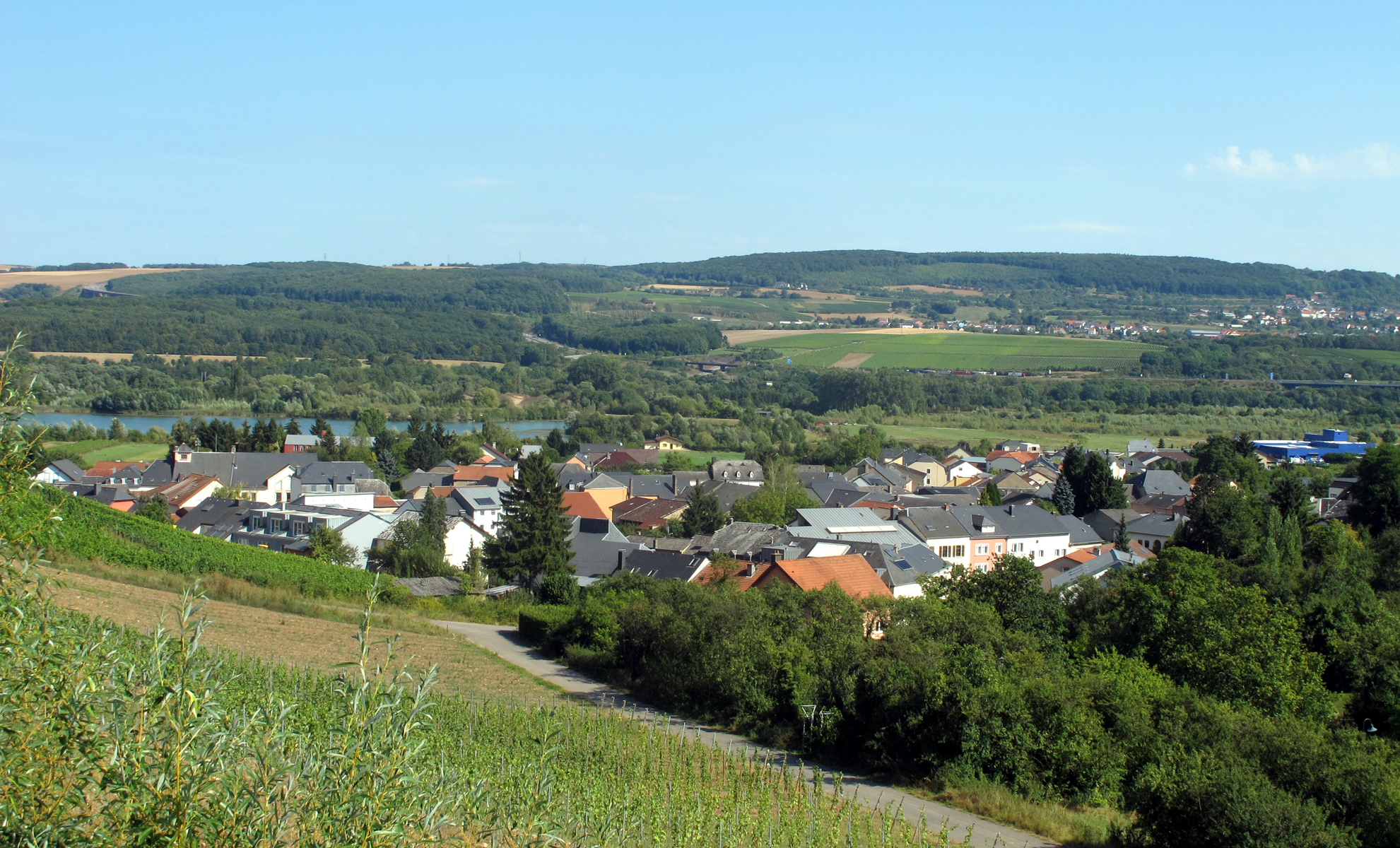
Blick auf Remerschen
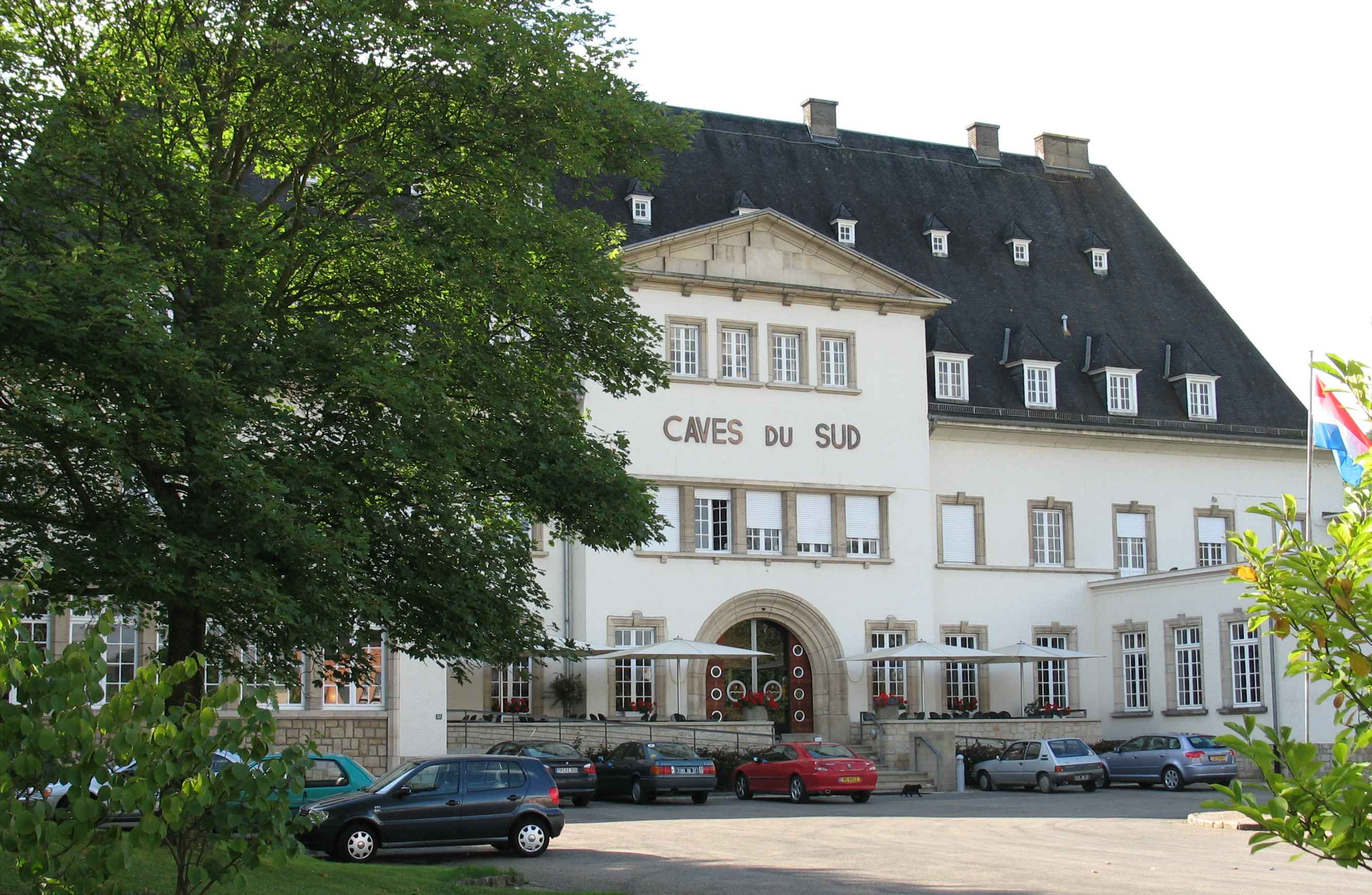
Kellerei in Remerschen
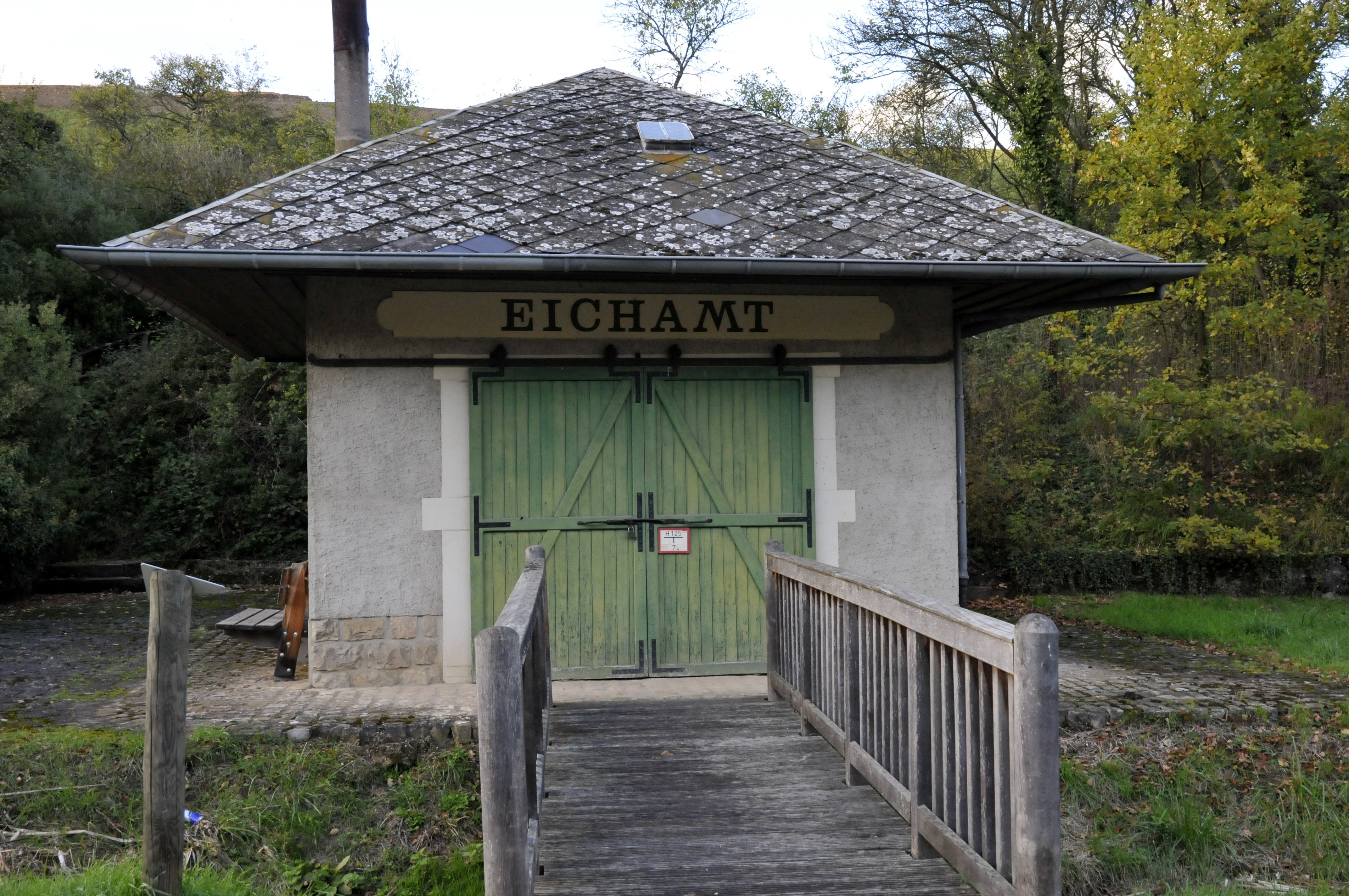
Ehemaliges Eichamt in Remerschen
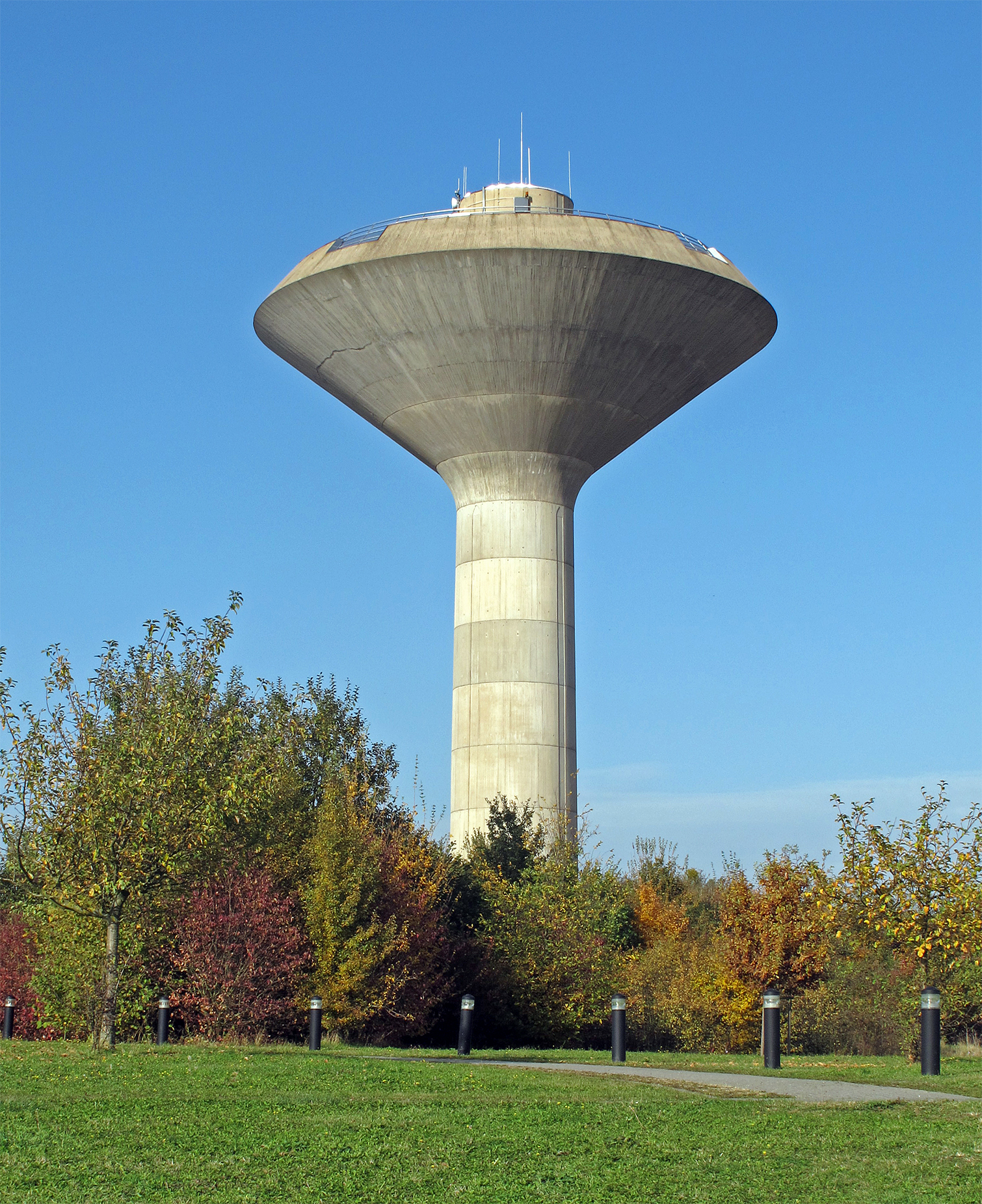
Wasserturm von Remerschen